# 天牢
天牢是古代中國星官之一，位於紫微垣中，共有六星，主天子疾病(諸說)。《史記·天官書》：「赤帝行德，天牢為之空。蒼帝行德，天門為之開。又天理四星在斗魁中，為貴人之牢。有句圜十五星，屬杓，曰賤人之牢。」朱元璋法天道置法司，將監獄命名為「貫城」，貫索屬天市垣不在紫微垣中，故貫城坊位於太平門外不在大內，亦即句圜十五星中的貫索九星(貫索亦名為天獄)。而天理四星所代表的貴人之牢，朱元璋另設置高牆，為什麼現代眾說紛紜，乃歷代各朝多半不願意民間太瞭解天文星象有關，亦跟伊斯蘭天文曆法的引進有莫大關連，比如回回司天監的馬依澤與其家族。大牢與天牢最早都沒有監獄的意思。《禮記》：「天子社稷皆大牢，諸侯社稷皆小牢」，大牢為豬牛羊，小牢為羊豬。《周禮·地官司徒》「比長：……若無授無節，則唯圜土内之」，鄭玄注：「圜土者，獄城也。」而周代的監獄有囹圄、圜土兩種，圜土則比較貼近勞改營。
《說文解字》：「牢，閑，養牛馬圈也。」如：「亡羊補牢」。《詩經·大雅·公劉》：「執豕于牢，酌之用匏。」
天牢最早的記載見於《隋書·天文志》，不過有說是專關貴族的監牢，也有說是關賤人的監牢。

## 天牢六星
| 中國星名 | 現代星名 | 所屬星座 | 備註 |
| -------- | -------- | -------- | ---- |
| 天牢一   | ω UMa    | 大熊座   |      |
| 天牢二   | 57 UMa   | 大熊座   |      |
| 天牢三   | 47 UMa   | 大熊座   |      |
| 天牢四   | 58 UMa   | 大熊座   |      |
| 天牢五   | 49 UMa   | 大熊座   |      |
| 天牢六   | 56 UMa   | 大熊座   |      |

## 天牢增二星
1752年，清钦天监编成《仪象考成》星表，天牢增加了2颗肉眼可见的星。
| 中國星名 | 現代星名 | 所屬星座 | 備註 |
| -------- | -------- | -------- | ---- |
| 天牢增一 | 59 UMa   | 大熊座   |      |
| 天牢增二 | 55 UMa   | 大熊座   |      |

## 古書記載
- 《隋書·天文志》：「天牢六星，在北斗魁下。」
- 《晉書·天文志》：「天牢六星，在北斗魁下，貴人之牢也。」
- 《宋史·天文志》：「天牢六星，貴人之牢也。主繩愆禁暴。甘氏云：『賤人之牢也。』」